# Cipriano Bergez Dufoo
Cipriano Bergez Dufoo (Auloron, 1800 - Alacant, 1875) fou un comerciant, advocat i polític valencià, alcalde d'Alacant en la primera meitat del segle xix, germà d'Anselmo Bergez Dufoo.
Pertanyia a una família de comerciants d'origen occità que s'instal·laren a Alacant. Es llicencià en dret a la Universitat de València, on també va ser ajudant de càtedra. Després va obrir el seu propi bufet a Alacant especialitzat en dret marítim i comercial. Des de 1836 fou membre del Partit Progressista i de la Milícia Nacional, alhora que participà en el motí de la Granja de San Ildefonso. En 1839 fou nomenat alcalde segon d'Aladant i quan es produïren les revoltes de 1840 que van derrocar Maria Cristina i imposaren com a regent Baldomero Espartero va formar part de la Junta Provisional de Govern de la Província d'Alacant. El 1844 va donar suport el pronunciament de Pantaleón Boné i la seva junta revolucionària el va nomenar alcalde d'Alacant durant un parell de mesos. Fou un dels pocs participants que no fou represaliat pels vencedors. El 1851 fou novament regidor de l'ajuntament d'Alacant.
Durant la revolució de 1868 fou membre de la Milícia Nacional i participà en la fundació del Col·legi d'Advocats d'Alacant, del que en fou degà. Durant la restauració borbònica va formar part del Partit Liberal i fou escollit diputat i vicepresident de comissió permanent la Diputació d'Alacant (1875).